# Dmytro Hryzaj
Dmytro Mychajlowytsch Hryzaj (ukrainisch Дмитро Михайлович Грицай, * 1. April 1907 in Werchnij Doroschiw, heutiger Rajon Drohobytsch; † 22. Dezember 1945 in Prag) war ein ukrainischer Partisanenführer.

## Biografie

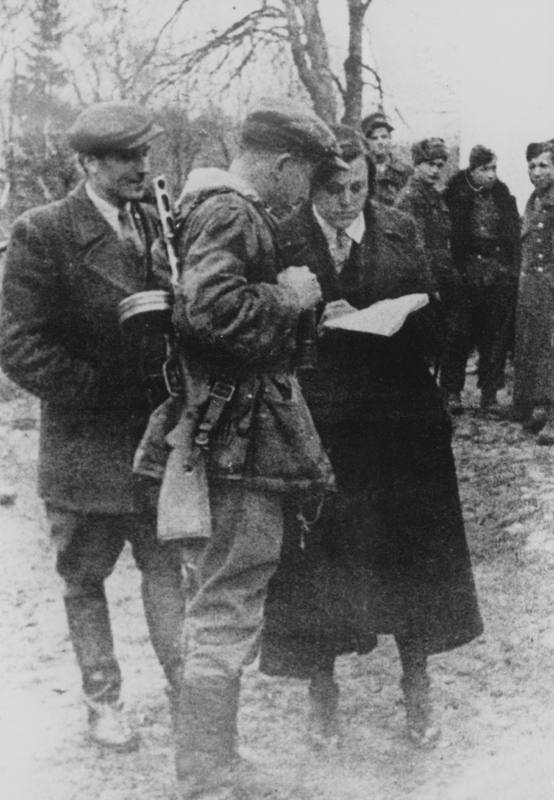
Roman Schuchewytsch (Links), Dmytro Hryzaj (Mitte) und Kateryna Meschko (Rechts) (November 1943)

Er schloss das Gymnasium in Drohobytsch ab und war Mitglied von Plast. 1926 gründete er in seinem Heimatdorf eine Theatergruppe und einen Chor und 1927 eine Genossenschaft. 1928 trat er in die Fakultät für Physik und Mathematik der Universität Lwiw ein. Die Ausbildung wurde durch die Mobilisierung zur polnischen Armee unterbrochen. Er schloss sich der Ukrainischen Militärorganisation, einer militärisch-revolutionär-politischen Formation, an. Später trat er der Organisation Ukrainischer Nationalisten (OUN) bei. Von 1933 bis 1934 leitete Hryzaj das Militärbüro des galizischen Regionalvorstands der OUN. 1934 verurteilten ihn die polnischen Behörden wegen seiner Beteiligung am Mord an Bronisław Pieracki zu einer zweijährigen Haftstrafe. Er wurde einer der ersten Gefangenen in Bereza Kartuska. Nach seiner Entlassung nahm er sein Studium an der Universität wieder auf und erhielt eine höhere Ausbildung. 1939 wurde er erneut in Bereza Kartuska inhaftiert und zu Beginn des Zweiten Weltkriegs entlassen.
Er wurde Mitglied des Leitungsgremiums von Stepan Banderas OUN-Abspaltung OUN-B. Von 1940 bis 1942 war Hryzaj Chef der Militärabteilung der OUN-B. Er war am Partisanenkrieg gegen die deutschen Besatzer beteiligt. Seit Herbst 1941 leitete er das regionale Militärhauptquartier der OUN, das daran arbeitete, die taktischen Pläne des deutschen Kommandos aufzudecken, Lagerhäuser mit Waffen und Munition einzurichten und Offiziere für die künftige ukrainische Armee auszubilden. Am 4. Dezember 1942 wurde er von der Gestapo verhaftet und im Lonzki-Gefängnis inhaftiert. Im September 1943 befahl Roman Schuchewytsch dem Sicherheitsdienst der OUN einen Plan zur Freilassung von Hryzaj auszuarbeiten. Die Sonderoperation wurde von der OUN-Miliz unter der Führung von Kostjantyn Zmoz durchgeführt. Im November 1943 nahm Hryzaj an der Konferenz der versklavten Völker Osteuropas und Asiens bei Buderasch (heutiger Rajon Riwne), bei der Mitglieder der Ukrainischen Aufständischen Armee (UPA) und Delegierte mehrerer Völker der Sowjetunion anwesend waren, teil.
Im Herbst 1944 inspizierte Hryzaj Rebelleneinheiten und nahm die ersten kollektiven Eide von Soldaten der UPA ab. Im Januar 1945 leitete er den Hauptmilitärstab der UPA und am 1. November wurde ihm der Rang eines Generalleutnants verliehen. Im Auftrag des Ukrainischen Hauptbefreiungsrats (UHWR), einer Dachorganisation verschiedener ukrainischen Nationalisten und antisowjetischer Partisanen, sollte er sich in Deutschland mit Bandera und Jaroslaw Stezko treffen. Am 19. Dezember 1945 wurde Hryzaj beim Überqueren der tschechisch-deutschen Grenze von der tschechischen Polizei verhaftet. Er soll entweder in Prag hingerichtet worden sein oder im Gefängnis Selbstmord begangen haben. Der UHWR verlieh ihm posthum das Goldene Verdienstkreuz, die höchste Auszeichnung der UPA.